# Pechino Express (sesta edizione)
La sesta edizione del reality Pechino Express, sottotitolata Verso il Sol Levante, è andata in onda in prima serata su Rai 2 dal 13 settembre all'8 novembre 2017 per 10 puntate. La conduzione è affidata a Costantino della Gherardesca, come per le edizioni successive alla prima.
In questa edizione i concorrenti attraversano tre Paesi dell'Asia: Filippine, Taiwan e Giappone.
Come sempre tutti i premi vinti sono andati in beneficenza: in quest'edizione sono stati donati alla Protezione Civile a sostegno delle popolazioni italiane colpite dai terremoti.

## Concorrenti
| Coppia            | Componenti                                          | Classifica | Stato                |
| ----------------- | --------------------------------------------------- | ---------- | -------------------- |
| Le clubber        | Valentina Pegorer ed Ema Stokholma                  | 1ª         | Vincitrici           |
| Le caporali       | Antonella Elia e Jill Cooper                        | 2ª         | Seconde classificate |
| I compositori     | Achille Lauro ed Edoardo Manozzi                    | 3ª         | Eliminati            |
| I maschi          | Francesco Arca e Rocco Giusti                       | 4ª         | Eliminati            |
| I modaioli        | Marcelo Burlon e Michele Lamanna                    | 5°         | Ritirati             |
| Gli amici         | Alice Venturi e Guglielmo Scilla                    | 6ª         | Eliminati            |
| Figlia e matrigna | Eugenia Costantini e Agata Cannizzaro               | 7ª         | Eliminate            |
| Las estrellas     | Olfo Bosè e Rafael Amargo                           | 8°         | Eliminati            |
| Gli Egger         | Cristina Vittoria Egger Bertotti e Alessandro Egger | 9ª         | Eliminati            |

## Ospiti
| Ospite        | Ruolo                                            |
| ------------- | ------------------------------------------------ |
| Sinon Loresca | Bonus della 1ª tappa per la coppia de Le clubber |

## Tappe
| Puntata | Paese           | Partenza                         | Intermedio                        | Arrivo                           | Lunghezza                 |
| ------- | --------------- | -------------------------------- | --------------------------------- | -------------------------------- | ------------------------- |
| 1       | Filippine       | Padre Burgos                     | Mabini (Barangay Solo)            | Manila (Baclaran Church)         | 330 km                    |
| 2       | Filippine       | Manila (Rizal Park)              | Pulilan (Statua del bufalo)       | Bagac (Friendship Tower)         | 200 km                    |
| 3       | Filippine       | Bagac (Salaman Beach)            | Bolinao (Faro)                    | Baguio (City Hall)               | 420 km                    |
| 4       | Filippine       | Baguio                           | Sagada (Saint Mary Virgin Church) | Muñoz (Central Luzon University) | 400 km                    |
| 5       | Filippine       | Muñoz (Central Luzon University) | Santa Juliana (Camachile)         | Angeles (Aeroporto di Clark)     | 250 km                    |
| 5       | Taiwan          | Kaohsiung (Martyrs' Shrine)      | -                                 | Tainan (Anping Tianhou Temple)   | 250 km                    |
| 6       | Taiwan          | Tainan (Anping Tianhou Temple)   | Sun Moon Lake (Wen Wu Temple)     | Lukang (Longshan Temple)         | 260 km                    |
| 7       | Taiwan          | Changhua                         | Tian-Mei (Lion’s Head Mountain)   | Taipei (Sun Memorial Lake)       | 300 km                    |
| T       | Taiwan Giappone | Taipei - Himeji                  | Taipei - Himeji                   | Taipei - Himeji                  | 1800 km (in linea d'aria) |
| 8       | Giappone        | Himeji (Castello)                | Osaka (Umeda Sky Building)        | Nara (Kōfuku-ji)                 | 400 km                    |
| 9       | Giappone        | Nara (Kōfuku-ji)                 | Nagahama (Castello)               | Fujiyoshida (Shureito Pagoda)    | 410 km                    |
| 10      | Giappone        | Yokohama (Iseyama Kotai Shrine)  | Tokyo (Shibuya)                   | Tokyo (West Park Bridge)         | 130 km                    |
| Totale  | Totale          | Totale                           | Totale                            | Totale                           | 5 000 km                  |

## Tabella delle eliminazioni
LEGENDA
- Vincitori di Pechino Express
- Vincitori della prova immunità/prova vantaggio
- Vincitori di tappa
- A rischio eliminazione (ultimi e penultimi)
- La coppia si salva perché nella busta nera c'è scritto che la tappa non è eliminatoria
- La coppia guadagna una posizione in classifica grazie alla Stella vinta nella Tappa precedente
- La coppia è ultima in classifica e viene eliminata direttamente
- Le coppie, arrivate in penultima ed ultima posizione, in seguito alla busta oro, dovranno sfidarsi per decretare la coppia eliminata
- La coppia si ritira
- N.C. la coppia non porta a termine la tappa

| Coppie                                              | 1ª puntata Filippine | 2ª puntata Filippine | 2ª puntata Filippine | 3ª puntata Filippine   | 4ª puntata Filippine   | 4ª puntata Filippine   | 5ª puntata Filippine Taiwan | 5ª puntata Filippine Taiwan | 6ª puntata Taiwan      | 6ª puntata Taiwan      | 7ª puntata Taiwan      | 7ª puntata Taiwan      | 7ª puntata Taiwan      | 8ª puntata Giappone    | 8ª puntata Giappone    | 9ª puntata Giappone    | 9ª puntata Giappone    | 10ª puntata Giappone   | 10ª puntata Giappone    |    |
| --------------------------------------------------- | -------------------- | -------------------- | -------------------- | ---------------------- | ---------------------- | ---------------------- | --------------------------- | --------------------------- | ---------------------- | ---------------------- | ---------------------- | ---------------------- | ---------------------- | ---------------------- | ---------------------- | ---------------------- | ---------------------- | ---------------------- | ----------------------- | -- |
| Valentina Pegorer ed Ema Stokholma                  | 4ª                   | 1ª                   | 1ª                   | 4ª → 3ª                | 3ª                     | 3ª                     | Immunità                    | 3ª                          | 2ª                     | 2ª                     | -                      | 2ª → 3ª                | 2ª → 3ª                | 2ª                     | 2ª                     | 2ª                     | 2ª                     | In finalissima         | 1ª                      |    |
| Antonella Elia e Jill Cooper                        | Immunità             | 5ª                   | 5ª                   | 2ª                     | 1ª → 2ª                | 1ª → 2ª                | 2ª                          | 2ª                          | 3ª                     | 3ª                     | -                      | 1ª                     | 1ª                     | Vantaggio              | 1ª                     | Vantaggio              | 1ª                     | In finalissima         | 2ª                      | 2ª |
| Achille Lauro ed Edoardo Manozzi                    | Non in gara          | Non in gara          | Non in gara          | 7ª                     | Vantaggio              | 2ª → 1ª                | 4ª                          | 6ª                          | 6ª                     | 6ª                     | 1ª                     | Vantaggio              | 3ª → 2ª                | 3ª                     | 3ª                     | 4ª                     | 4ª                     | 3ª                     | Eliminati (10ª puntata) |    |
| Francesco Arca e Rocco Giusti                       | 5ª                   | 8ª                   | 8ª                   | 3ª → 4ª                | 6ª                     | 6ª                     | 3ª                          | 5ª                          | 4ª                     | 4ª                     | -                      | 4ª                     | 4ª                     | 4ª                     | 4ª                     | 3ª                     | 3ª                     | Eliminati (9ª puntata) | Eliminati (9ª puntata)  |    |
| Marcelo Burlon e Michele Lamanna                    | 3ª                   | 2ª → 3ª              | 2ª → 3ª              | 1ª                     | 7ª                     | 7ª                     | 1ª                          | 1ª                          | Vantaggio              | 1ª                     | -                      | N.C.                   | N.C.                   | Ritirati (7ª puntata)  | Ritirati (7ª puntata)  | Ritirati (7ª puntata)  | Ritirati (7ª puntata)  | Ritirati (7ª puntata)  | Ritirati (7ª puntata)   |    |
| Alice Venturi e Guglielmo Scilla                    | 1ª                   | Vantaggio            | 3ª → 2ª              | Immunità               | 4ª                     | 4ª                     | 5ª                          | 4ª                          | 5ª                     | 5ª                     | 2ª                     | Eliminati 7ª puntata)  | Eliminati 7ª puntata)  | Eliminati 7ª puntata)  | Eliminati 7ª puntata)  | Eliminati 7ª puntata)  | Eliminati 7ª puntata)  | Eliminati 7ª puntata)  | Eliminati 7ª puntata)   |    |
| Eugenia Costantini e Agata Cannizzaro               | 2ª                   | 6ª                   | 6ª                   | 5ª                     | 5ª                     | 5ª                     | 6ª                          | Eliminate (5ª puntata)      | Eliminate (5ª puntata) | Eliminate (5ª puntata) | Eliminate (5ª puntata) | Eliminate (5ª puntata) | Eliminate (5ª puntata) | Eliminate (5ª puntata) | Eliminate (5ª puntata) | Eliminate (5ª puntata) | Eliminate (5ª puntata) | Eliminate (5ª puntata) | Eliminate (5ª puntata)  |    |
| Olfo Bosè e Rafael Amargo                           | 6ª                   | 4ª                   | 4ª                   | 6ª                     | Eliminati (3ª puntata) | Eliminati (3ª puntata) | Eliminati (3ª puntata)      | Eliminati (3ª puntata)      | Eliminati (3ª puntata) | Eliminati (3ª puntata) | Eliminati (3ª puntata) | Eliminati (3ª puntata) | Eliminati (3ª puntata) | Eliminati (3ª puntata) | Eliminati (3ª puntata) | Eliminati (3ª puntata) | Eliminati (3ª puntata) | Eliminati (3ª puntata) | Eliminati (3ª puntata)  |    |
| Cristina Vittoria Egger Bertotti e Alessandro Egger | 7ª                   | 7ª                   | 7ª                   | Eliminati (2ª puntata) | Eliminati (2ª puntata) | Eliminati (2ª puntata) | Eliminati (2ª puntata)      | Eliminati (2ª puntata)      | Eliminati (2ª puntata) | Eliminati (2ª puntata) | Eliminati (2ª puntata) | Eliminati (2ª puntata) | Eliminati (2ª puntata) | Eliminati (2ª puntata) | Eliminati (2ª puntata) | Eliminati (2ª puntata) | Eliminati (2ª puntata) | Eliminati (2ª puntata) | Eliminati (2ª puntata)  |    |

## Prova immunità/vantaggio
- Coppia vincitrice dell'immunità/del vantaggio

| Puntata | Tappa                | 1ª coppia             | 2ª coppia           | 3ª coppia         | 4ª coppia     |
| ------- | -------------------- | --------------------- | ------------------- | ----------------- | ------------- |
| 1       | Mabini               | Le caporali           | -                   | -                 | -             |
| 2       | Pulilan              | Le caporali           | Le clubber          | Gli amici         | -             |
| 3*      | Bolinao              | Ema & Francesco       | Eugenia & Guglielmo | Agata & Jill      | -             |
| 4       | Sagada               | Le caporali           | Gli amici           | I compositori     | Le clubber    |
| 5       | Santa Juliana        | Le clubber            | -                   | -                 | -             |
| 6       | Sun Moon Lake        | Gli amici             | I modaioli          | Le clubber        | -             |
| 7       | Lion’s Head Mountain | I modaioli            | I compositori       | Le caporali**     | -             |
| 8       | Osaka                | Le caporali           | -                   | -                 | -             |
| 9***    | Nagahama             | Antonella & Francesco | Jill & Lauro        | Rocco & Valentina | Edoardo & Ema |
| 10      | Tokyo                | Le clubber            | -                   | -                 | -             |

- *: arrivate al traguardo della Prova Immunità le coppie erano miste e così hanno disputato la prova. Successivamente le coppie dei vincitori Eugenia (Figlia e Matrigna) e Guglielmo (Amici) si sfidano in uno spareggio. Alla fine la coppia vincitrice ufficiale è quella degli Amici.
- **: le coppie delle Clubber e dei Maschi, inizialmente classificate tra le prime quattro, sono state rimosse dalla prova per non aver rispettato le regole della Bandiera Nera, per cui il posto è andato alla coppia delle Caporali che hanno affiancato Compositori e Modaioli.
- ***: arrivate al traguardo della Prova Immunità le coppie erano miste e così hanno disputato la prova. Successivamente Antonella e Francesco si sono sfidati in uno spareggio. Alla fine la coppia vincitrice ufficiale è quella delle Caporali.

## Handicap
| Puntata | Handicap iniziale                                                            | Coppia/e                    | Handicap intermedio                                                            | Coppia/e    |
| ------- | ---------------------------------------------------------------------------- | --------------------------- | ------------------------------------------------------------------------------ | ----------- |
| 1       | -                                                                            | -                           | -                                                                              | -           |
| 2       | -                                                                            | -                           | Lavare un bufalo prima di ripartire per il traguardo finale                    | Le caporali |
| 3       | -                                                                            | -                           | -                                                                              | -           |
| 4       | -                                                                            | -                           | Portare il musicista country Jerry (nativo Filippino) fino al traguardo finale | Le caporali |
| 5       | Viaggiare con una capretta                                                   | Tutti eccetto i compositori | -                                                                              | -           |
| 6       | Viaggiare con Mei "Cholesterol Queen", campionessa dei mangiatori di ravioli | I maschi                    | -                                                                              | -           |
| 7       | -                                                                            | -                           | Indossare delle ciabatte massaggianti fino allo stop alla gara                 | Le caporali |
| 8       | -                                                                            | -                           | -                                                                              | -           |
| 9       | -                                                                            | -                           | -                                                                              | -           |
| 10      | -                                                                            | -                           | -                                                                              | -           |

## Vantaggio/Bonus
| Puntata | Vantaggio/Bonus                                                                                                 | Coppia/e      |
| ------- | --- | ------------- |
| 1       | Alloggiare in un resort in riva al mare e immunità dall'eliminazione                                            | Le caporali   |
| 2       | Una posizione guadagnata nella classifica di tappa                                                              | Gli amici     |
| 3       | Visita al parco delle 100 Islands e immunità dall'eliminazione                                                  | Gli amici     |
| 4       | Una posizione guadagnata nella classifica di tappa                                                              | I compositori |
| 5       | Una giornata alla spa e immunità dall'eliminazione del traguardo delle Filippine                                | Le clubber    |
| 6       | Una posizione guadagnata nella classifica di tappa                                                              | I modaioli    |
| 7       | Una posizione guadagnata nella classifica di tappa                                                              | I compositori |
| 8       | Avanzare di una posizione nella classifica finale e fare un giro gastronomico per la città con una food blogger | Le caporali   |
| 9       | Passare la notte in un albergo ed assistere ad una battuta di pesca con il cormorano sul fiume Nagara           | Le caporali   |
| 10      | Partire per la missione successiva con 10 minuti di anticipo                                                    | Le clubber    |

## Puntate

### 1ª tappa (Padre Burgos → Manila)
La prima puntata è andata in onda in prima visione il 13 settembre 2017 nella fascia di prime time su Rai 2.

#### Missioni
- Missione iniziale: Dall'isola di Luzon, le otto coppie di viaggiatori, dopo aver preso gli zaini portati da otto altrettante coppie di personaggi locali, dal villaggio Tulay Buhangin dovevano portare una coppia di bambini seduta su un imbarcadero legato da un lucchetto a combinazione nella scuola dell'isola opposta. Nel farlo, dovevano risolvere un'operazione matematica facendosi aiutare dagli abitanti del villaggio e il risultato esatto di quest'operazione faceva aprire il lucchetto e partire l'imbarcadero. Arrivati sull'isola ed accompagnati i bambini a scuola, le coppie dovevano proseguire per un sentiero che portava fino alla spiaggia dove lì la coppia arrivata per prima ha avuto un vantaggio per la missione successiva che è consistito nell'avere 2 kg di riso.
- Prima missione: I viaggiatori dovevano raggiungere le risaie di Lucban, e una volta arrivati dovevano sbramare delle spighe di riso raccogliendo un totale di 5 kg di riso, poi, una volta raccolto il tutto ricevevano una la busta con le indicazioni per la missione successiva insieme ad una lanterna di carta di riso da portare ad una famiglia indicata nella stessa busta a bordo di un sidecar fino al paese. Arrivate al paese di Lucban in Bonifacius Street, le coppie dovevano attaccare la propria lanterna ognuna con un membro bendato deputato ad attaccare la lanterna.
- Seconda missione: Le coppie, arrivate nella città di Mabini, ad una bandiera di Pechino Express dovevano scendere dai mezzi, prendere una scatola e portarla ad una famiglia indicata nella busta, poi, arrivati dalla famiglia i viaggiatori dovevano fare un lavoro domestico per quest'ultima e una volta terminato il lavoro ricevevano le indicazioni con il traguardo immunità. La seconda coppia, invece, ad arrivare al traguardo intermedio ha avuto la possibilità di viaggiare insieme alla star locale Sinon Loresca fino al traguardo di tappa.

#### Bonus
La coppia che è arrivata per prima al traguardo intermedio, oltre a vincere l'immunità ha potuto alloggiare in un resort in riva al mare con la possibilità di immergersi in una vasca piena di squali e fare dello snorkeling.

### 2ª tappa (Manila → Bagac)
La seconda puntata è andata in onda in prima visione il 19 settembre 2017 nella fascia di prime time su Rai 2.

#### Missioni
- Missione iniziale: Le coppie, partendo dal Rizal Park, dovevano risolvere un cruciverba in lingua tagalog facendosi aiutare dai passanti. Nel farlo, un membro della coppia doveva essere un uomo sandwich e portare in spalla il "Palaisipan" (cruciverba in filippino) le cui definizioni erano scritte sul retro. Ad ogni persona incontrata, la coppia poteva chiedere al massimo due definizioni ed una volta riempito il cruciverba, nelle caselle gialle, si doveva trovare la parola corrispondente. Una volta completato il tutto, le coppie ricevevano le indicazioni per la missione successiva. In questa missione, le coppie vincitrici dell'immunità e della tappa precedente potevano partire con 10 minuti di anticipo rispetto agli avversari.
- Prima missione: Le coppie dovevano recarsi nel mercato di Pedro Gil Street e comprare un regalo di compleanno per una persona indicata nella busta, poi, dopo aver comprato il regalo, i concorrenti dovevano raggiungere Intramuros dove a bordo di un risciò dovevano recarsi in una pasticceria per comprare una torta e raggiungere la favela del festeggiato per consegnargli il regalo. Completata la consegna, i concorrenti ricevevano la busta con le indicazioni per raggiungere il Libro Rosso di Pechino Express e poi verso il traguardo di tappa.

#### Prova vantaggio
Le prime tre coppie arrivate al Libro Rosso, si sono qualificate per disputare la prova vantaggio.
In questa prova, le tre coppie dopo aver scelto il colore della propria squadra doveva prendere un carretto e trainarlo facendo tre giri. Dopo il primo giro, uno dei concorrenti dovevano salire su una torretta e prendere l'asta del proprio colore; al secondo giro, poi, le coppie dovevano recuperare dentro un pagliaio un sacchetto del proprio colore; e al terzo giro dentro un recinto pieno di anatre dovevano trovare l'anatra con il collare del proprio colore, consegnarla al contadino e raccogliere la bandiera ad essa legata. Una volta composta la bandiera, le coppie dovevano fare un ultimo giro trainando il carretto e quella arrivata prima al traguardo ha vinto la Prova vantaggio.

#### Bonus
La coppia vincitrice della prova vantaggio è potuta avanzare di una posizione nella classifica finale, inoltre, ha potuto assegnare un handicap ad una delle coppie avversarie.

### 3ª tappa (Bagac → Baguio)
La terza puntata è andata in onda in prima visione il 20 settembre 2017 nella fascia di prime time su Rai 2.

#### Missioni
All'inizio della tappa, si è aggiunta in gara la nuova coppia dei Compositori e la coppia vincitrice della tappa precedente ha avuto il vantaggio di guadagnare una posizione in classifica al traguardo di tappa.
Tutte le coppie, ad eccezione dell'ultima arrivata, hanno viaggiato mischiate fino al traguardo intermedio della prova immunità. Esse erano così composte:
- Ema Stockholma e Francesco Arca;
- Jill Cooper e Agata Cannizzaro;
- Valentina Pegorer e Olfo Bosé;
- Marcelo Burlon e Rocco Giusti;
- Eugenia Costantini e Guglielmo Scilla;
- Rafael Amargo e Michele Lamanna;
- Alice Venturi e Antonella Elia.

- Prima missione: Le coppie ritornate nella loro formazione originale, nel paese di Bolinao, dovevano partecipare al talent "Videoke Express" e insieme dovevano cantare un classico duetto della canzone italiana. Durante la manifestazione, dopo le esibizioni, tutte le performance sono state giudicate da una giuria di qualità composta da tre persone locali e da una giuria popolare. La somma di tutti i voti, hanno determinato la classifica dove in base al punteggio, le coppie partivano il giorno successivo secondo l'ordine di arrivo conseguito.
- Seconda missione: Le coppie arrivate alla fabbrica JB di Lingayen, dovevano preparare il bagoong, salsa simile al garum preparata con acciughe fermentate. I concorrenti, inizialmente, dovevano filtrare la salsa, imbottigliare 12 bottiglie e sigillarle dentro un cluster di cartone. Una volta terminato il tutto, essi ricevevano la busta con le indicazioni per il traguardo finale.
- Terza missione: Le coppie arrivate nella città di Baguio, doveva attraversare il laghetto salendo su una barca a remi, e remare verso il lato opposto del parco. Attraversato il lago, i concorrenti potevano proseguire verso il traguardo di tappa.

#### Prova immunità
Le prime tre coppie arrivate al Libro Rosso, si sono qualificate per disputare la prova immunità.
In questa prova, le tre coppie mischiate nella prima fase dovevano affrontare un percorso ad ostacoli. Inizialmente, le coppie dovevano recuperare da sotto la sabbia due paia di pinne ed indossarle all'interno del quadrato del proprio colore, poi, un componente della coppia dalla distanza doveva riempire un secchiello d'acqua lanciarlo dentro il secchio del compagno e quest'ultimo doveva pulire un bagnante sporco di sabbia. Terminata la pulizia, i componenti della coppia, in staffetta, dovevano prendere una ciambella e nuotare fino ad una barca per raccogliere due meloni facendo due viaggi. Presi i meloni, i componenti della coppia dovevano indossare i calzini, recarsi ad un tavolino e preparare cinque cocktail con la frutta fresca che avevano a disposizione. Preparati i cocktail, i componenti della coppia alternandosi dovevano portare le bevande con una sola mano ed un vassoio passando sopra una trave in cinque sgabelli, cercando di rimanere in equilibrio, disturbati da dei bambini che lanciavano delle pistole d'acqua. La coppia che per prima ha portato tutti i cocktail sugli sgabelli vinceva la prima parte della prova e si qualificavano nella fase successiva.
Nella seconda fase, i componenti della coppia vincitrice, dovevano ricongiungersi con il partner originale e insieme in cinque minuti, in un quadrato di 4 metri x 4 metri quadrati dovevano far entrare il maggior numero di persone prese dalla spiaggia. La coppia che ha fatto entrare più persone rispetto a quella avversaria vinceva la prova immunità.

#### Bonus
La coppia vincitrice della prova immunità ha potuto visitare il Parco delle 100 Islands.

### 4ª tappa (Baguio → Muñoz)
La quarta puntata è andata in onda in prima visione il 27 settembre 2017 nella fascia di prime time su Rai 2.

#### Missioni
- Prima missione: In questa missione, le coppie dovevano correre in un campo di fragole e raccogliere dentro un cestino solo le fragole mature per un totale di 500 grammi. Per ogni 20 grammi in eccesso o in difetto, i viaggiatori dovevano bere entrambi un bicchiere di vino liquoroso alle fragole per avere la busta con le indicazioni per la missione successiva, inoltre, la coppia vincitrice della tappa precedente poteva partire con tre minuti di anticipo rispetto agli avversari oltre a guadagnare una posizione fino al traguardo della prova vantaggio. Le ultime due coppie ad aver completato la missione, dovevano portare ognuna un busto di Giulio Cesare e la colonna della statuina alla tribù Igorot.
- Seconda missione: Le coppie arrivate alla scuola elementare Bangao Moreno di Bangao Buguias, dovevano entrare in una classe e studiare i numeri da 1 a 10 nella lingua locale kankan-ye e i segni delle operazioni. Una volta appreso tutto, i viaggiatori dovevano sostenere un esame di matematica dove se passavano quest'ultimo ricevevano un cesto di verdure da portare ad una famiglia e la busta con le indicazioni per raggiungere il Libro Rosso, altrimenti, dovevano tornare a studiare.
- Terza missione: Le coppie arrivate al ristorante Narquez di San José, dovevano mangiare una ciotola del dolce filippino halo-halo. Solo dopo aver consumato il pasto, i viaggiatori ricevevano la busta con le indicazioni per il traguardo finale.

#### Prova vantaggio
Le prime quattro coppie arrivate al Libro Rosso, si sono qualificate per disputare la prova vantaggio.
In questa prova, le coppie si sono dovute scontrare nel Villaggio di Pide al gioco dei pugni di riso, dove un componente della coppia in piedi su un tronco doveva colpire l'avversario senza toccare la testa con un bastone di bambù che aveva alle estremità due cuscini di riso facendolo cadere.
La prova si è svolta in un quadrangolare, dove la prima coppia ha affrontato la terza e la seconda contro la quarta. Durante le singole manche, passava il turno la coppia che aveva buttato per due volte l'avversario al netto di tre incontri, poi, le due coppie vincitrici si sono dovute scontrare nella finale dove la coppia che ha buttato giù l'avversario per due volte ha vinto la prova vantaggio.

#### Bonus
La coppia vincitrice della prova vantaggio è avanzata di un posto nella classifica finale, inoltre, ha potuto assegnare un handicap ad una delle coppie avversarie.

### 5ª tappa (Muñoz → Tainan)
La quinta puntata è andata in onda in prima visione il 4 ottobre 2017 nella fascia di prime time su Rai 2.

#### Missioni
- Missione iniziale: Le coppie nella Central Luzon State University, dopo aver assistito ad una coreografia di ballo, dovevano imparare in 30 minuti i passi della danza da due studenti. Passati i 30 minuti, tutte le coppie dovevano recarsi nel campetto da basket ed iniziare a ballare. Durante la coreografia, un insegnante decideva quale componente della coppia poteva partire toccandolo, iniziando dal migliore fino al peggiore. Solo dopo che la coppia si è ricongiunta poteva partire con un cucciolo di capra potenziata, ad eccezione della coppia vincitrice della tappa precedente. I viaggiatori, durante il viaggio dovevano accudire la capra e poi portarla alla tribù degli Aita.
- Prima missione: Dopo aver ballato, le coppie dovevano recarsi in direzione di Santa Juliana di Camachile insieme alla capra, poi, dovevano camminare su un sentiero seguendo le bandiere di Pechino Express e raggiungere la collina di Ambuk, dove la coppia che è arrivata per prima al traguardo si è aggiudicata l'accesso diretto a Taiwan e la vittoria di un bonus.
- Seconda missione: Tutte le altre coppie arrivate alla collina di Ambuk, dopo aver consegnato la capra ad una persona locale per proseguire la gara, dovevano attraversare un percorso ad ostacoli. Nel farlo, un membro della coppia doveva prendere una mappa mentre il compagno bendato doveva attraversare il percorso seguendo le indicazioni fornite da quest'ultimo. Una volta completata la missione, i viaggiatori ricevevano la busta con le indicazioni per continuare il gioco.
- Terza missione: I viaggiatori dopo esser stati riportati al punto di partenza, dovevano proseguire in autostop e raggiungere il Terminal Jeep di Angeles, dove arrivati ad un chiosco, ciascuno dei membri della coppia doveva mangiare il balut, che era un uovo fecondato cotto con dentro un pulcino. Solo dopo aver mangiato la pietanza, le coppie ricevevano la busta con le indicazioni del traguardo intermedio dove tutte le coppie arrivate hanno ricevuto una borsa contenente delle foto scattate durante il loro viaggio a Pechino Express che potevano aprire solo dopo aver trovato ospitalità per la notte. L'ultima coppia che è arrivata al Clark International Airport di Angeles è stata automaticamente eliminata, mentre le altre hanno potuto proseguire il viaggio verso Taiwan.
- Quarta missione: I viaggiatori, dopo aver preso il volo per Taiwan, dal Martyrs' Shrine di Kaohsiung hanno ricevuto una busta rossa e due cappellini con scritto un ideogramma. Le coppie, con l'aiuto delle persone locali dovevano imparare la parola scritta sopra i propri cappellini e sapere il significato del vocabolo. Solo dopo averlo imparato, essi potevano aprire la busta e raggiungere l'indirizzo indicato.
- Quinta missione: Le coppie, arrivate alle Dragon and Tiger Pagodas, dovevano entrare in queste ultime ed incontrare una persona locale che aveva le immagini dei 12 animali. I viaggiatori, dopo aver pronunciato correttamente la parola in taiwanese ed aver abbinato quest'ultima all'animale corrispondente, ricevevano la busta con le indicazioni del traguardo finale.

#### Bonus
La coppia arrivata per prima al traguardo intermedio, ha potuto passare una giornata alla spa e ha vinto l'immunità dall'eliminazione del traguardo delle Filippine.

### 6ª tappa (Tainan → Lukang)
La sesta puntata è andata in onda in prima visione l'11 ottobre 2017 nella fascia di prime time su Rai 2.

#### Missioni
- Missione iniziale: I viaggiatori, ad inizio della tappa, dovevano partecipare ad un concorso di bellezza dove un componente di ogni coppia doveva salire su un piedistallo, e in tre minuti doveva farsi bello con quello che aveva a disposizione nel proprio zaino. Terminata la preparazione, davanti ad una giuria composta da persone locali, ogni persona aveva due palline di cui una verde con cui votare chi secondo lui era più bello ed una rossa per valutare il più brutto. La classifica finale, data dalla somma dei voti stabiliva l'ordine di partenza della tappa a partire dal più brutto.
- Prima missione: Le coppie arrivate ad un ristorante del centro di Tainan, dopo aver ricevuto da un giudice una busta con dei soldi, dei contenitori di bambù per portare lo street food e una busta con scritto in taiwanese quattro pietanze locali riportate dovevano comprare tutti i cibi indicati nel Tainan Flower Market e poi consegnarli a Costantino. La coppia che ha completato per ultima la missione, ha dovuto viaggiare con Mei "Cholesterol Queen" fino al traguardo intermedio di tappa.
- Seconda missione: I viaggiatori, arrivati allo Shennong Street Market, dovevano investire e far fruttare 1500 dollari taiwanesi in un'ora e mezza di tempo con il compimento di varie attività a loro piacere, poi, al termine del tempo tutte le coppie dopo aver consegnato la busta ad una signora locale, ricevevano una carta di credito dove la coppia che ha fruttato più soldi riceveva su quest'ultima 10000 dollari taiwanesi da spendere liberamente, inoltre, tutte le coppie tranne quella vincitrice doveva scendere dal proprio mezzo e ricominciare l'autostop verso il traguardo intermedio dove le prime tre coppie arrivate al Libro Rosso si sono qualificate per la prova vantaggio.
- Terza missione: Dopo la prova vantaggio, a seconda della posizione d’arrivo al traguardo intermedio, le coppie prima di ripartire dovevano mangiare un piatto di ravioli da un minimo di 10 per i secondi, a 20 per i terzi, 30 per i quarti, 40 per i quinti e 50 per gli ultimi. Solo dopo aver consumato il pasto, le coppie ricevevano la busta con le indicazioni per il traguardo finale.

#### Prova vantaggio
In questa prova, le tre coppie dopo aver attraversato l’altra sponda del lago in traghetto, si sono dovute sfidare in una gara di triathlon.
Dopo aver scelto il colore, i viaggiatori dovevano recuperare dieci bandiere a testa del proprio colore. Nel farlo, ogni coppia doveva affrontare tre prove individuali a tempo.
Nella prima prova, un componente della coppia doveva salire su un kayak e remare fino ad una boa per prendere una bandiera del proprio colore e metterla nel proprio contenitore tornato a riva. Nella seconda prova, un altro componente doveva salire su una bici d’acqua e pedalare fino ad una boa per raccogliere altre tre bandiere. Infine, nella terza prova, un componente della coppia doveva raccogliere le ultime sei bandiere sparse nel bosco.
La coppia che nelle tre prove, ha raccolto tutte le bandiere nel proprio contenitore impiegando meno tempo vinceva la prova vantaggio.

#### Bonus
La coppia vincitrice della prova vantaggio, ha guadagnato una posizione nella classifica finale.

### 7ª tappa (Lukang → Taipei)
La settima puntata è andata in onda in prima visione il 18 ottobre 2017 nella fascia di prime time su Rai 2.

#### Missioni
Prima dell'inizio della tappa, le ultime due coppie arrivate si sono dovute sfidare in una missione dove dalla città di Lukang, all'apertura della busta dovevano riempire il beauty case con uno spazzolino, un dentifricio, una saponetta e una mascherina antismog chiedendoli alla popolazione locale. Solo dopo aver riempito la borsa con tutti gli accessori, i viaggiatori dovevano recarsi in un tempio in cui alla consegna del beauty ricevevano una bandiera che dovevano portare con sé fino al traguardo nella città di Changhua dove la coppia arrivata per ultima è stata eliminata.
Prima di iniziare la gara, la coppia vincitrice della tappa precedente, ha avuto come bonus la possibilità di salire una posizione nella classifica fino al traguardo intermedio, dove le prime quattro coppie si sono qualificate per la prova vantaggio, mentre, la coppia che non ha ricevuto stelle ha ricevuto la bandiera nera che fino alla meta della prova vantaggio faceva perdere una posizione in classifica. 
- Missione iniziale: I viaggiatori, dovevano recitare un'opera teatrale in lingua taiwanese. Ogni coppia, in 15 minuti doveva interpretare le parti, vestirsi e truccarsi, poi, una volta che si sentiva pronta doveva salire su un palco ed esibirsi. Solo dopo essere stati giudicati positivamente da una persona del posto, i viaggiatori ricevevano la busta con le indicazioni per la missione successiva.
- Prima missione: Le coppie arrivate all'entrata del sentiero che porta alla Montagna Testa di Leone dovevano seguire le istruzioni per arrivare al Libro Rosso dove le prime quattro coppie si sono qualificate per la prova vantaggio.
- Seconda missione: I viaggiatori arrivati al negozio Grandma's Flying Lantern di Shifen, dovevano far partire una lanterna volante scrivendo i propri desideri, poi, una volta fatta volare quest'ultima con l'aiuto del rivenditore le coppie ricevevano la busta con le indicazioni per proseguire la gara.
- Terza missione: Le coppie, arrivate nel quartiere commerciale di Shimen a Taipei dovevano camminare lungo un percorso con un dragone guidandolo insieme a cinque persone e ad un giudice locale fino al Taipei Cinema Park. Una volta completato il percorso, i viaggiatori ricevevano la busta con le indicazioni per il traguardo finale di tappa.

#### Prova vantaggio
In questa prova, si sono qualificate a differenza di quanto stabilito inizialmente tre coppie, a causa di violazioni al regolamento della Bandiera Nera. Il gioco oggetto della prova, già visto nella seconda tappa della terza edizione e della quarta edizione e nell'ottava tappa della quinta edizione di Pechino Express (per questo definito un "classico") era la guerra dei cuscini. Nel giardino della Tianmei Elementary School è stata montata una trave dove i concorrenti devono rimanere in equilibrio a cavalcioni e cercare di far cadere l'avversario colpendolo con un cuscino. La prima parte della prova, prevedeva scontri tra tutti i concorrenti dove chi cadeva a terra dava il punto al componente della coppia cui faceva parte.
Al termine della prima parte della prova, le due coppie che avevano più punti, si scontravano in una sfida finale dove senza reggere le mani sulla trave, il componente della coppia che ha buttato giù l'avversario faceva vincere alla coppia la prova vantaggio.

#### Bonus
La coppia vincitrice della prova vantaggio, avanzava di una posizione nella classifica finale. Inoltre, poteva assegnare un handicap ad una coppia avversaria che consisteva nel viaggiare indossando delle ciabatte massaggianti fino al momento dello stop alla gara dopo aver trovato alloggio per la notte.

### 8ª tappa (Himeji → Nara)
L'ottava puntata è andata in onda in prima visione il 25 ottobre 2017 nella fascia di prime time su Rai 2.

#### Missioni
- Missione iniziale: Le coppie, nei pressi del Castello di Himeji dovevano giocare al tiro al bersaglio con le stelle ninja. Ogni coppia, doveva lanciare a testa quindici stelle ninja, di cui cinque per ogni concorrente della coppia, verso il bersaglio con la sagoma di Costantino. Per ogni parte del corpo che veniva colpita, la coppia riceveva un determinato punteggio, inoltre, la vincitrice della tappa precedente aveva il vantaggio di partire con 30 punti. Al termine della missione, la coppia che ha fatto più punti poteva viaggiare insieme alla Miss Hyogo Japan Aya fino al traguardo intermedio ed insieme a tutte le altre ricevevano la busta con le indicazioni per la missione successiva.
- Prima missione: I viaggiatori, arrivati a Kurashiki, ricevevano l'indirizzo per proseguire la gara ed il Costa-gotchi, che era una borsa tamagotchi, contenente i soldi per comprare determinate cose ordinate da Costantino via radio quali della cipria opacizzante ed una bottiglia di the verde senza zucchero.
- Seconda missione: Le coppie arrivate a Kotohira, dovevano entrare in un ristorante e mangiare una ciotola di udon utilizzando la tecnica del nininbaori, indossando un'enorme giacca in cui uno usava le braccia e l'altro la bocca, ovvero, seduti uno dietro l'altro, il compagno doveva mangiare ciò che l'altro portava alla bocca con le bacchette e il cucchiaio.
- Terza missione: I viaggiatori arrivati all'Umeda Sky Building di Osaka, dopo aver consegnato il Costa-gotchi, dovevano prendere una delle quattro mascottes e riportarla nel negozio di appartenenza; nel farlo dopo aver aperto la busta vi erano tre fotografie di negozi della Dotonbori Area di Osaka, di cui solo una era quella giusta. Solo dopo aver accompagnato la mascotte nel suo negozio, i viaggiatori ricevevano le indicazioni per proseguire la gara.
- Quarta missione: Le coppie arrivate al Castello di Osaka, dovevano memorizzare su una lavagna una frase scritta in giapponese, poi, legati da una corda dovevano passare attraverso sei kendoka in allenamento e raggiungere una tavola in cui dovevano prendere gli ideogrammi e ricomporre la scritta. Una volta ricomposta la scritta, la coppia riceveva le indicazioni per il traguardo del vantaggio (Shudokan Martial Arts) dove la coppia che è arrivata per prima ha vinto un bonus.
- Quinta missione: I viaggiatori, arrivati al parco di Nara, dovevano convincere un cervo dandogli dei biscotti come esca a fare cinque giri intorno ad un albero. Solo dopo aver completato la missione, le coppie ricevevano la busta con le indicazioni per il traguardo finale.

#### Bonus
La coppia che è arrivata prima al traguardo del vantaggio, ha avuto la possibilità di fare un tour culinario per la città di Osaka insieme alla food blogger Kumagai Mana ed ha potuto passare la notte in albergo. Inoltre, è avanzata di una posizione nella classifica finale di tappa.

### 9ª tappa (Nara → Fujiyoshida)
La nona puntata è andata in onda in prima visione il 1º novembre 2017 nella fascia di prime time su Rai 2.

#### Missioni
- Missione iniziale: I viaggiatori, dopo aver ricevuto una busta contenente un sito internet contenente un indizio, un username e una password dovevano farsi prestare uno smartphone e visitare il sito indicato. Una volta aperta la pagina, le coppie dopo aver trovato un simbolo arrivate allo Stagno di Sarusawa dovevano aprire una busta corrispondente al simbolo trovato. Nella busta, era indicato il nome del nuovo compagno della coppia con cui doveva viaggiare e una volta aspettato poteva proseguire per la missione successiva. Le coppie mixate erano così composte:

- Francesco Arca e Antonella Elia;
- Jill Cooper e Achille Lauro;
- Valentina Pegorer e Rocco Giusti;
- Ema Stockholma ed Edoardo Manozzi. 
- Prima missione: Le coppie mixate, dovevano far mangiare a dei passanti 10 mochi, dolce tipico giapponese preparato con pasta di riso e marmellata di fagioli. In questa missione, le coppie venivano seguite da un giudice locale, il quale se ravvisava un cambio di mangiatore dava ai viaggiatori un minuto di penalità. Una volta completata la missione e scontata la penalità, le coppie miste potevano proseguire per la missione successiva.
- Seconda missione: I viaggiatori arrivati alla Route 8 di Nagahama, in un negozio, dovevano giocare al caleidoscopio e riconoscere quindici personaggi famosi. Dopo averli indovinati tutti, le coppie miste ricevevano la busta con le indicazioni per il traguardo intermedio.
- Terza missione: Le coppie ricongiuntesi, dovevano raggiungere il mulino di Magomejuku per iniziare il cammino di Nakasendo. Prima di partire, i viaggiatori dovevano prendere un kit contenente un bastone, un cappello, una campanella, una mappa ed un lasciapassare che dovevano farsi timbrare per ogni missione durante il percorso.
- Quarta missione: Le coppie, all'interno del cammino di Nakasendo, dovevano bere alternandosi un bicchiere di sakè su otto disponibili e trovare sul fondo il logo di Pechino Express. Se il logo non veniva trovato subito, la coppia doveva bere un altro bicchierino di liquore altrimenti ricevevano la busta con le indicazioni per proseguire la gara ed un timbro sul lasciapassare.
- Quinta missione: I viaggiatori, successivamente, arrivati alla locanda del tè, dovevano indovinare in giapponese cinque di dieci oggetti memorizzati durante il cammino. Se la pronuncia era corretta, le coppie ricevevano un altro timbro sul lasciapassare e potevano proseguire la gara, altrimenti, per ogni errore prima di ripartire dovevano bere un bicchiere di sakè. Terminata la missione, le coppie arrivate al Tempio Kotokuji ricevevano l'ultimo timbro sul lasciapassare e le indicazioni per il traguardo finale di tappa.

#### Prova vantaggio
In questa prova vantaggio, hanno preso parte tutte e quattro le coppie miste e dovevano disputare tutte una partita di calcio, giocando indossando un enorme pallone. Il tempo di gioco della partita era di due tempi da cinque minuti, inoltre, la coppie arrivare prime e seconde al Libro Rosso partivano rispettivamente con due gol ed un gol. Al termine della partita, la coppia mista che ha segnato più gol vinceva la prima parte della prova vantaggio.
Nella seconda parte della prova vantaggio, i componenti della squadra mista vincitrice della partita di calcio dalla stazione di Samegai, dovevano attendere l'arrivo del compagno che in autostop doveva raggiungerlo. La coppia che per prima si è ricongiunta alla stazione vinceva la prova vantaggio.

#### Bonus
La coppia vincitrice della prova vantaggio poteva passare la notte in un albergo ed assistere ad una battuta di pesca con il cormorano sul fiume Nagara.

### 10ª tappa (Yokohama → Tokyo)
La decima puntata è andata in onda l'8 novembre 2017 in prima visione nella fascia di prime time su Rai 2.

#### Missioni
- Missione iniziale: In questa missione iniziale, tutte le coppie dovevano costruire un torii, cioè un portale di ingresso di un tempio scintoista con i pezzi che si avevano a disposizione insieme ad un modello per costruirlo. Una volta completata la costruzione, la coppia doveva passare sotto questo e se rimaneva in piedi riceveva le indicazioni per la missione successiva. La coppia che aveva a quel momento conquistato più stelle ha acquisito il vantaggio di poter partire in anticipo sugli avversari di cinque minuti per ogni stella.
- Prima missione: Le coppie, una volta arrivate a Tokyo, dovevano raggiungere il Love Hotel Sara dove era stata riservata a ciascuna di loro una stanza contenente costumi da cosplayer, una spilla colorata e la chiave di un armadietto di custodia oggetti. I concorrenti dovevano indossare i costumi e recarsi nel quartiere di Akihabara, trovare il negozio di fumetti manga con l'armadietto di custodia e prendere dal proprio armadietto un tablet con la mappa del quartiere e l'indicatore di posizione di tre cosplayer che indossavano una spilla dello stesso colore di quella di ciascuna squadra. Una volta trovati i propri tre cosplayer, le squadre dovevano raggiungere il Radio Kaikan Building dove un giudice locale avrebbe consegnato la busta con le indicazioni per proseguire la gara.
- Seconda missione: I viaggiatori, arrivati nei pressi del Tokyo Opera City, dovevano entrare in un vecchio obitorio abbandonato e giocare al gioco dei "sette morsi" di Pechino Express. Le coppie dovevano raccogliere alternandosi sei fiches numerate in alcune teche buie in mezzo ai "sette morsi": delle finte mani di plastica, degli occhi di pesce, delle aringhe, dei finti scarafaggi, dei granchi, dei ciuffi di ananas e una mano viva. Una volta raccolte le fiches numerate, i viaggiatori dovevano trovare tra le tessere di un puzzle quelle con i numeri corrispondenti e comporre con esse l'immagine della statua del cane Hachiko, luogo del traguardo intermedio. La coppia arrivata prima al traguardo intermedio ha ricevuto una stella che dava un vantaggio nella prima missione finale.

#### Missioni finali
- Prima missione: I viaggiatori, arrivati ad un ristorante di Tokyo, con l'ausilio di uno chef locale dovevano imparare a preparare il sushi, in particolare: nigiri, uramaki e hosomaki. Una volta appresa la preparazione, i viaggiatori dovevano giocare al "Sushing in the Car" dove all'interno di una macchina ogni coppia doveva preparare 12 nigiri, 6 hosomaki e 4 uramaki. Arrivati a destinazione, un giudice locale controllava la corretta preparazione del sushi e per ogni pezzo mancante o mal preparato i viaggiatori dovevano scontare un minuto di penalità prima di riprendere la gara. In questa missione, la coppia che era arrivata prima al traguardo intermedio poteva iniziare con 10 minuti d'anticipo rispetto agli avversari.
- Seconda missione: Le tre coppie finaliste dovevano recarsi presso il vicino Mercato ittico di Tsukiji, dove dovevano affrontare la prova dei "sette mostri". I viaggiatori a turno dovevano girare una ruota e mangiare una delle cibarie contenute nello spicchio indicato da una bandierina. Le cibarie contenute nello spicchio erano: vermi, fagioli fermentati, interiora di pesce fermentate, cavallette fritte, pesce essiccato, occhio di tonno e sperma di pesce. I viaggiatori dovevano girare la ruota quattro volte ciascuno. Se la ruota si fermava su uno spicchio vuoto si poteva saltare il turno. Al termine della missione, le coppie ricevevano la busta con le indicazioni per la missione successiva ed un campioncino di profumo.
- Terza missione: I viaggiatori arrivati al Parco di Ueno, dovevano trovare una delle tre persone che aveva addosso il profumo "Puff" ed una volta trovata ricevevano le indicazioni per la missione successiva.
- Quarta missione: Le coppie, arrivate a Pasela Akiba, dovevano vendere ai passanti il profumo "Puff" a 1500 yen per poter comprare il biglietto di entrata per il grattacielo. Una volta entrati i viaggiatori sono stati sistemati in una sala karaoke dove ad attenderli collegati su Skype vi erano i familiari o gli amici più stretti di ogni coppia che hanno comunicato l'esito della missione e la destinazione della corsa finale. L'ultima coppia arrivata a Pasela Akiba è stata eliminata, mentre le altre due hanno potuto proseguire per l'ultima corsa verso il West Park Bridge dove la prima coppia arrivata ha vinto la sesta edizione di Pechino Express.

## Ascolti
| Puntata    | Messa in onda     | Telespettatori | Share |
| ---------- | ----------------- | -------------- | ----- |
| 1          | 13 settembre 2017 | 1 895 000      | 8,80% |
| 2          | 19 settembre 2017 | 1 961 000      | 8,80% |
| 3          | 20 settembre 2017 | 1 846 000      | 7,78% |
| 4          | 27 settembre 2017 | 1 794 000      | 8,00% |
| 5          | 4 ottobre 2017    | 1 828 000      | 8,34% |
| 6          | 11 ottobre 2017   | 1 918 000      | 8,71% |
| 7          | 18 ottobre 2017   | 1 601 000      | 6,90% |
| 8          | 25 ottobre 2017   | 1 732 000      | 7,00% |
| Semifinale | 1º novembre 2017  | 1 784 000      | 7,70% |
| Finale     | 8 novembre 2017   | 1 948 000      | 8,10% |
| Media      | Media             | 1 831 000      | 8,04% |